# Moment magnètic del nucleó
Els moments magnètics del nucleó són els moments dipolars magnètics intrínsecs del protó i el neutró, símbols μp i μn. El nucli d'un àtom està format per protons i neutrons, ambdós nucleons que es comporten com petits imants. Les seves forces magnètiques es mesuren pels seus moments magnètics. Els nucleons interactuen amb la matèria normal a través de la força nuclear o dels seus moments magnètics, amb el protó carregat també interaccionant per la força de Coulomb.
El moment magnètic del protó, sorprenentment gran, va ser mesurat directament el 1933 per l'equip d'Otto Stern a la Universitat d'Hamburg. Mentre que es va determinar que el neutró tenia un moment magnètic per mètodes indirectes a mitjans dels anys trenta. Luis Alvarez i Felix Bloch van fer la primera mesura precisa i directa del moment magnètic del neutró l'any 1940. El moment magnètic del protó s'aprofita per fer mesures de molècules mitjançant la ressonància magnètica nuclear del protó. El moment magnètic del neutron s'aprofita per sondejar l'estructura atòmica dels materials mitjançant mètodes de dispersió i per manipular les propietats dels feixos de neutrons en acceleradors de partícules.
L'existència del moment magnètic del neutró i el gran valor del moment magnètic del protó indiquen que els nucleons no són partícules elementals. Perquè una partícula elemental tingui un moment magnètic intrínsec, ha de tenir espín i càrrega elèctrica. Els nucleons tenen espín ħ /2, però el neutró no té càrrega neta. Els seus moments magnètics eren desconcertants i desafiaven una explicació vàlida fins que es va desenvolupar el model de quark per a partícules d'hadron als anys seixanta. Els nucleons estan formats per tres quarks, i els moments magnètics d'aquestes partícules elementals es combinen per donar als nucleons els seus moments magnètics.

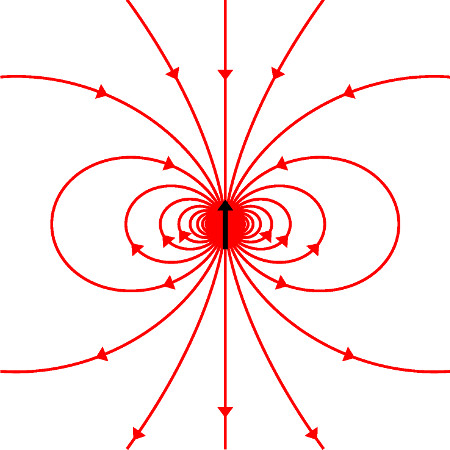
Diagrama esquemàtic que representa el gir del neutró com la fletxa negra i les línies de camp magnètic associades al moment magnètic del neutró. El gir del neutró és cap amunt en aquest diagrama, però les línies de camp magnètic al centre del dipol són cap avall.

## Descripció
El valor recomanat de CODATA per al moment magnètic del protó és μ o μ La millor mesura disponible per al valor del moment magnètic del neutró és μ Aquí, μ N és el magnetó nuclear, una unitat estàndard per als moments magnètics dels components nuclears, i μ B és el magnetó de Bohr, tots dos són constants físiques. En unitats SI, aquests valors són μ i μ. Un moment magnètic és una magnitud vectorial i la direcció del moment magnètic del nucleó està determinada pel seu spin. :73 El parell del neutró que resulta d'un camp magnètic extern és cap a l'alineació del vector d'espín del neutró oposat al vector del camp magnètic. :385
El magnetó nuclear és el moment magnètic d'espín d'una partícula de Dirac, una partícula elemental carregada de spin-1/2, amb una massa de protó m p, en la qual s'ignoren les correccions anòmales. :389El magnetó nuclear és{\displaystyle \mu _{\text{N}}={\frac {e\hbar }{2m_{\text{p}}}},}on e és la càrrega elemental, i ħ és la constant de Planck reduïda. El moment magnètic d'aquesta partícula és paral·lel al seu spin. :389 Com que el neutró no té càrrega, no hauria de tenir moment magnètic per l'expressió anàloga. :391 Així, el moment magnètic diferent de zero del neutró indica que no és una partícula elemental. El signe del moment magnètic del neutró és el d'una partícula carregada negativament. De la mateixa manera, que el moment magnètic del protó, μ no és gairebé igual a 1 μ N indica que tampoc no és una partícula elemental. Els protons i els neutrons es componen de quarks, i els moments magnètics dels quarks es poden utilitzar per calcular els moments magnètics dels nucleons.